# Веденское сельское поселение
Веденское се́льское поселе́ние — муниципальное образование в Веденском районе Чечни Российской Федерации.
Административный центр — село Ведено.

## История
Статус и границы сельского поселения установлены Законом Чеченской Республики от 20 февраля 2009 года № 14-РЗ «Об образовании муниципального образования Веденский район и муниципальных образований, входящих в его состав, установлении их границ и наделении их соответствующим статусом муниципального района и сельского поселения».

## Население
| 2010  | 2012  | 2013  | 2014  | 2015  | 2016  | 2017  |
| ----- | ----- | ----- | ----- | ----- | ----- | ----- |
| 5059  | ↗5093 | ↗5133 | ↗5170 | ↗5218 | ↘5208 | ↘5191 |
| 2018  | 2019  | 2020  | 2021  | 2023  | 2024  |       |
| ↗5257 | ↗5258 | ↗5419 | ↗6960 | ↘6956 | ↗7044 |       |

## Состав сельского поселения
| № | Населённый пункт | Тип населённого пункта       | Население |
| - | ---------------- | ---------------------------- | --------- |
| 1 | Ведено           | село, административный центр | ↗4303     |
| 2 | Нефтянка         | село                         | ↗300      |
| 3 | Октябрьское      | село                         | ↗1167     |
| 4 | Эшилхатой        | село                         | ↗406      |